# Dmytro Kłympusz
Dmytro Kłympusz, ukr. Дмитро Климпуш (ur. 7 listopada 1897 w Jasinie, zm. 1959 tamże) – rusiński działacz społeczny i wojskowy, jeden z przywódców Republiki Huculskiej.
Pod koniec lat trzydziestych XX wieku był jednym z organizatorów Siczy Karpackiej, sił zbrojnych Ukrainy Karpackiej, autonomicznego terytorium utworzonego w ramach Czechosłowacji w wyniku Układu monachijskiego pod koniec 1938 roku.
Od 1939 formalny dowódca jawnie działałającej Komendy Głównej Siczy Karpackiej, mającej charakter polityczny, na czele której ściśle współpracował z tajnym Sztabem Wojskowym Siczy Karpackiej pozostającym pod faktycznym dowództwem Romana Szuchewycza (późniejszego dowódcy UPA).
W 1944 roku aresztowany przez Smiersz, wywieziony do gułagu koło Irkucka, gdzie przebywał do 1955 roku. W 1956 roku powrócił do Jasiny, gdzie zmarł.
Dziadek Iwanny Kłympusz-Cyncadze, wicepremiera do spraw integracji z UE i NATO w rządzie Wołodymyra Hrojsmana.